# Гладковська сільська рада (Притобольний район)
Гладко́вська сільська рада (рос. Гладковский сельский совет) — сільське поселення у складі Притобольного району Курганської області Росії.
Адміністративний центр — село Гладковське.
Населення сільського поселення становить 567 осіб (2021; 747 у 2010, 1034 у 2002).

## Склад
До складу сільського поселення входять:
| Населений пункт         | Населення, осіб (2002) | Населення, осіб (2010) |
| ----------------------- | ---------------------- | ---------------------- |
| Банщиково, присілок     | 153                    | 104                    |
| Гладковське, село       | 408                    | 334                    |
| Єршовка, присілок       | 245                    | 157                    |
| Нижня Алабуга, присілок | 228                    | 152                    |